# ПлюсПлюс
«ПЛЮСПЛЮС» — украинский детский телеканал. Входит в медиахолдинг «1+1 Медиа», принадлежащий олигарху Игорю Коломойскому.
Телеканал транслирует мировую анимацию, мультфильмы украинского производства, а также развивающие и познавательные программы.

## История

### Период вещания как телеканал «СиТи»
Телеканал «СиТи» был городским (киевским), а затем региональным телеканалом, который вещал с 1 декабря 2006 года по 3 августа 2012 года. Был основан Студией 1+1 и входил в медиахолдинг «1+1 Медиа». На телеканале в целом демонстрировались просветительские программы о Киеве, детские-семейные фильмы и советские мультфильмы. Формат телеканала был развлекательно-просветительский с фильмопоказом. Слоган: «Канал TVоего города» (укр. «Канал TVого міста»).

### Период вещания как телеканал «ПЛЮСПЛЮС»
С 4 августа 2012 канал вещает под названием «ПЛЮСПЛЮС» в формате детского украинского канала. Телеканал стал ориентироваться на семей с детьми дошкольного и школьного возраста. С 4 по 10 августа 2012 генеральным продюсером телеканала была Наталья Вашко, а 27 августа этот пост заняла Иванна Найда.
Стиль телеканала был разработан лондонской анимационной студией «Animade».
В 2012 году был удостоен Национальной телевизионной премии «Телетриумф» в номинации «Открытие года».
В 2013 году вышла программа собственного производства «Сказка с папой» (укр. «Казка з татом»).
В 2014 успешно стартовал мультсериал собственного производства канала «Полезные подсказки» (укр. «Корисні підказки»), а также серия мультфильмов — «Это — наше и это — твоё» (укр. «Це – наше і це – твоє»).
В 2015 году «ПЛЮСПЛЮС» стал обладателем национальной телевизионной премии «Телетриумф» в номинации «Программа для детей» за программу «Сказка с папой». В том же году телеканал получил от Кабинета Министров Украины премию имени Леси Украинки за проект «Это — наше и это — твоё», а также канал получил награду конкурса в области дизайна Ukrainian Design: The Best Of в номинации TV/Promo & Film Motion Graphics, а также 3 награды в номинации TV Program — Visual Identity.
В 2016 телеканал «ПЛЮСПЛЮС» во второй раз получил премию «Телетриумф» в номинации «Лучшая программа для детей» и за проект «Это — наше и это — твоё. Глазами детей» и «серебро» уважительной маркетинговой награды Effie Awards Ukraine 2016 за проект «Это — наше и это — твоё».
В 2017 году канал ПЛЮСПЛЮС запускает учебно-развивающий проект — «Мир ждёт открытия» (укр. «Світ чекає на відкриття»).
В 2018 телеканал «ПЛЮСПЛЮС» получил премию «Телетриумф» в номинации «Развлекательная программа для детей и подростков» за проект «Мир ждёт открытия».
В 2018 «ПЛЮСПЛЮС» получил награду Big data Awards и стал лидером среди детских ТВ-каналов, а также канал завоевал шесть наград конкурса в сфере дизайна Ukrainian Design: The Very Best Of в следующих номинациях: Best of в C-1 TV Channel — Visual Identity с айдентикой канала «ПЛЮСПЛЮС», а Best of в C-5 TV Program — Visual Identity канал получил сразу пять наград за учебно-развивающий детский мультфильм «Мир ждёт открытия».
С 17 января 2017 года телеканал вещает в формате 16:9.
26 декабря 2019 года телеканал начал вещание украинской национальной цифровой сети DVB-T2.
С 23 апреля 2020 года телеканал вещает в формате высокой чёткости (HD).